# Georges-Prudent-Marie Bruley des Varannes
Georges-Prudent-Marie Bruley des Varannes (Montigné-le-Brillant, 24 settembre 1864 – Tolone, 29 maggio 1943) è stato un arcivescovo cattolico francese.

## Biografia
Monsignor Georges-Prudent-Marie Bruley des Varannes nacque nel castello di Vauraimbault a Montigné-le-Brillant il 24 settembre 1864. Era figlio Georges-Prudent Bruley, procuratore imperiale di Mayenne, e di sua moglie Aline (nata Hubert).

### Formazione e ministero sacerdotale
Studiò al liceo di Laval e poi al Collège Stanislas. Nel 1886 entrò nel seminario della Società per le missioni estere di Parigi.
Nel 1887 ricevette gli ordini minori e nel 1889 fu ordinato diacono. Il 7 luglio 1889 fu ordinato presbitero. Lo stesso anno venne inviato in qualità di cappellano militare in Cina e poi in Giappone. Dopo essere arrivato in Giappone dedicò alcuni mesi allo studio della lingua giapponese e delle usanze locali. Fu assegnato alla stazione di Matsumoto, situata nei monti Shinshu. La sua esperienza missionaria in Giappone non sarebbe stata lunga, poiché l'anno seguente, nel 1892, lasciò la sua missione per tornare in Francia. Si incardinò nell'arcidiocesi di Tours e venne nominato canonico.
Fu cappellano militare tra le truppe della spedizione in Madagascar nel 1895. Il 30 gennaio 1896 venne nominato cavaliere della Legion d'onore. Dal 1896 al 1907 fu cappellano nella Marina militare. Durante la prima guerra mondiale fu cappellano del 36º corpo d'armata. Il 1º agosto 1915 venne promosso a ufficiale della Legion d'onore. Nel 1918 venne nominato protonotario apostolico.

### Ministero episcopale
Il 16 dicembre 1920 papa Benedetto XV lo nominò vescovo di Monaco. Ricevette l'ordinazione episcopale il 30 gennaio successivo dall'arcivescovo metropolita di Tours Albert Nègre, coconsacranti il vescovo di Angers Joseph Rumeau e quello di Laval Eugène-Jacques Grellier. Prese possesso della diocesi il 24 febbraio.
Il 13 febbraio 1924 papa Pio XI accettò la sua rinuncia al governo pastorale della diocesi e lo nominò arcivescovo titolare di Claudiopoli di Onoriade.
Trascorse gli ultimi anni a Tolone dove morì il 29 maggio 1943 all'età di 78 anni.

## Opere
- Le Japon d'aujourd'hui, journal intime d'un missionnaire apostolique au Japon septentrional, Tours, Mame, 1892.

## Genealogia episcopale
La genealogia episcopale è:
- Cardinale Scipione Rebiba
- Cardinale Giulio Antonio Santori
- Cardinale Girolamo Bernerio, O.P.
- Arcivescovo Galeazzo Sanvitale
- Cardinale Ludovico Ludovisi
- Cardinale Luigi Caetani
- Cardinale Ulderico Carpegna
- Cardinale Paluzzo Paluzzi Altieri degli Albertoni
- Papa Benedetto XIII
- Papa Benedetto XIV
- Papa Clemente XIII
- Cardinale Marcantonio Colonna
- Cardinale Giacinto Sigismondo Gerdil, B.
- Cardinale Giulio Maria della Somaglia
- Cardinale Carlo Odescalchi, S.I.
- Cardinale Costantino Patrizi Naro
- Cardinale Lucido Maria Parocchi
- Papa Pio X
- Vescovo Charles du Pont de Ligonnès
- Arcivescovo Albert Nègre
- Arcivescovo Georges-Prudent-Marie Bruley des Varannes